# Calleigh Duquesne
Pour les articles homonymes, voir Duquesne.
Calleigh Duquesne est un personnage de fiction, héroïne de la série télévisée Les Experts : Miami, joué par l'actrice américaine Emily Procter.

## Biographie
Calleigh Duquesne est née le 28 février 1974 à Darnell (Louisiane). Calleigh a grandi dans un climat familial chaotique puisque son père, l’avocat  Kenwall "Duke" Duquesne, est alcoolique et irresponsable. Après avoir obtenu son diplôme en physique, elle entre dans la police de La Nouvelle-Orléans où sa connaissance des armes à feu lui permet de se faire remarquer par ses supérieurs. Horatio contacte ainsi son chef, et Calleigh intègre la brigade scientifique de Miami en 1997, avec pour spécialité la balistique.

Elle a eu une courte relation avec le lieutenant Hagen, qui se suicide à la fin de la saison 3. Dans le dernier épisode de la saison 5 (Tueur né) Jake Berkeley embrasse Calleigh, pendant les premiers épisodes de la saison 6, ils auront une histoire d'amour qui sera accidentellement brisée par Eric, qui dévoilera leur relation à Rick Stetler, lequel ira parler à Jake en lui expliquant que les rapports entre collègues doivent rester strictement professionnels et lors de la saison 7, Éric et Calleigh vont avoir une relation amoureuse. 
À la fin de la saison 10, Calleigh décide d'adopter Austin et Patty North, qui sont les enfants d'un criminel ayant tenté de tuer Natalia et Horatio (saison 9 épisode 22 et saison 10 épisode 1) Au départ, cela semblait mal parti, les enquêteurs sociaux ayant fait remarquer qu'elle n'était pas mariée et que son travail la mettait en danger. Ils reviendront finalement sur leurs impression grâce à l'intervention d'Eric qui insiste sur les liens forts qui unissent l'équipe.  